# Театр на Малой Ордынке
Театр на Малой Ордынке (ранее — Театр Луны) — московский театр, основан в 1993 году актёром Сергеем Прохановым. Находится по адресу Малая Ордынка, дом 31, строение 1. Является государственным бюджетным учреждением культуры. При театре работает детский театральный центр «Маленькая Луна».

## История
В 1990 году Сергей Проханов создал коммерческую студию реалистической фантастики «Луна» при Союзконцерте. Три года спустя Проханов получил помещение в здании по адресу Большой Козихинский переулок, дом 30 в оперативное управление и якобы отремонтировал его на собственные средства. С тех пор студия является полноценным театром. Открытие было отмечено премьерой спектакля «Византия» по пьесе Николая Гумилёва «Отравленная туника» и состоялось 14 февраля 1993 года. А в следующем году театр стал государственным.
В 2004 году театр получил дом на Малой Ордынке. Здание в стиле модерн было построено в 1912 году по проекту Ивана Кондакова и предназначено для «Товарищества Учительского института». В 1950–1960-х годах здание занимал райвоенкомат Москворецкого района Москвы. В 1970–1980-х — оркестр русских народных инструментов при клубе Первой образцовой типографии имени Андрея Жданова. В 1990-х — электромонтажное училище № 28, клуб завода «Гознак» и «Театр Комедии». Специально для театра были оборудованы 2 зала (на 300 и 100 мест), а также фойе.
В 2005 году помещение в Большом Козихинском переулке, находящееся в оперативном управлении, было передано Департаментом имущества Москвы театру «Практика».
8 июля 2022 года художественным руководителем театра назначен Евгений Герасимов. Сергей Проханов становится президентом театра. 14 ноября 2023 года происходит смена названия Театр Луны на Театр на Малой Ордынке. С июня 2024 года Евгений Герасимов совмещает руководство Театром на Малой Ордынке и Театром сатиры.

## Маленькая Луна
В дополнение к основной деятельности театра в 2004 году Сергей Проханов открыл Детский театральный центр «Маленькая Луна». В центр принимаются дети от 5 до 18 лет, успешно прошедшие предварительное прослушивание. При нём работает студия кино и телевидения «Луна-ТВ». Основными дисциплинами студии являются тележурналистика, телевизионные жанры, мастерство телеведущего, техника речи, актёрское мастерство, кинематография, режиссура, основы драматургии, операторское мастерство, искусство видеомонтажа.
Воспитанники «Маленькой Луны» принимают участие в спектаклях театра: «Лиромания», «Флайтер» и «Мэри Поппинс — Next». На сцене самого центра идут спектакли, все роли в которых исполняют дети, например «Оскар и Розовая Дама» и «Фанта-Инфанта».
|  | Возникла «Маленькая Луна» следующим образом: когда я ставил спектакль «Лиромания» мне понадобились дети. А детей-актёров у нас, естественно, не было. Мы обратились к «Непоседам» и «заняли» у них несколько ребят. Пока репетировали, набрали своих, ничуть не хуже. Так что студия родилась именно после «Лиромании».Сергей Проханов |

В 2014 году правительство Москвы специально для центра выделило помещение площадью 790,5 м² в здании XVIII века по Малой Ордынке, дом № 33, строение 1. Помещению требовался капитальный ремонт: усиление конструкции, демонтаж и замена устаревшего инженерного оборудования, замена кровли, укрепление основания полов, внутренняя отделка помещений и обновление фасадов. Реконструкцию закончили в 2016 году.
В здании центра располагается зал на 70 мест, репетиционные и учебные классы, а также арт-кафе.

## Премия «Ромашка»
Внутритеатральная премия «Ромашка» была учреждена в театре в 2000-м в память об актёре Анатолии Ромашине после его трагической гибели в том же году. Её лауреатами становятся актёры театра, участвующие в премьерных спектаклях текущего сезона, по итогам зрительского голосования. Предусмотрено две номинации: «Лучшая мужская роль» и «Лучшая женская роль».

## Персоналии
В театре играли Ирина Метлицкая, Сергей Виноградов, Дмитрий Певцов, Чулпан Хаматова, Елена Кондулайнен, Елена Захарова, Анна Терехова, Андрей Соколов, Игорь Ливанов, Олег Марусев, Александр Песков, Анастасия Стоцкая, Евгений Стычкин, Дмитрий Бикбаев, Ирина Линдт, Дмитрий Бозин, Владимир Тягичев, Вероника Лысакова, Иван Складчиков.